# Eupithecia atomaria
Eupithecia atomaria es una especie de polilla de la familia Geometridae. La especie fue descrita por primera vez por William Warren habiendo sido descrita en 1902, con distribución en Sudáfrica. El holotipo de la especie fue descrita en los alrededores del escarpe Keniano de Kikuyu, a una altitud de 6500 a 9000 metros (21 325,5 a 29 527,6 pies).

## Descripción
Es una polilla pequeña, con una envergadura de 21 milímetros (0,8 plg). Las alas anteriores son de color gris pálido, las alas traseras más blanquecinas. Ambas alas espolvoreadas densamente con diminutos puntos negruzcos, cuya aglomeración forma líneas cruzadas onduladas más oscuras en las alas. La mancha celular es negruzca y la línea marginal finamente negra e interrumpida.
La parte inferior de las alas anteriores es gris, la de las posteriores es blanquecina. Todas las líneas son finamente gris oscuro. La cabeza, tórax y abdomen son grises.